# Dorpskerk (Melissant)
De Dorpskerk is een monumentaal gebouw aan de Julianaweg in het dorp Melissant op Goeree-Overflakkee, in de Nederlandse provincie Zuid-Holland. De eenbeukige kerk met consistoriekamer wordt gebruikt voor erediensten door de Hersteld Hervormde Gemeente. De gemeente telde 392 leden in 2012. Het gebouw is een van de weinige monumentale gebouwen in het dorp.

## Geschiedenis
De (Hersteld) Hervormde gemeente van Melissant was tot 2004 de jongste Nederlands Hervormde Gemeente van het voormalige eiland Goeree-Overflakkee. Tot 1858 ressorteerden de hervormde leden onder de Nederlands Hervormde Gemeente van het naburige Dirksland. 
In 1858 wordt op initiatief van toenmalig burgemeester Van Es een commissie in het leven geroepen om de nodige fondsen bijeen te brengen tot de stichting van een kerk en pastorie. Bij Koninklijk Besluit van 20 februari 1862 wordt het bestaan van een zelfstandige gemeente erkend. De kerk en pastorie zijn gebouwd door aannemer J. van Bochove uit Sommelsdijk voor de som van f 20.700,-. Op 17 december 1863 was de kerk gereed en op die datum werd de Hervormde Gemeente geïnstitueerd door consulent ds. H. van Dorsser uit Stellendam. De eerste eigen predikant was ds. Jacobus Willem Margadant, die de gemeente diende van 1 januari 1868 tot 4 december 1870. Daarna stonden circa 20 predikanten in de gemeente. Het is gebouw is een zogenaamde waterstaatskerk en is voorzien van een klokkentoren met koperen spits. Een kleine galerij met plaats voor ongeveer 60 personen is in het gebouw aanwezig. Tegen het gebouw is in de jaren 70 van de twintigste eeuw een verenigingsgebouw neergezet. De oude pastorie is later vervangen door een modernere. Het kleine dorp Melissant kent een opvallend groot aantal kerken.

## Orgel
Het orgel is in de jaren 50 van de twintigste eeuw gebouwd door Melodia Orgelfabriek van orgelbouwer C. Verweijs uit Amsterdam. Het pijporgel heeft 2 klavieren en een pedaal en het had 12 zelfstandige registers. De tractuur is elektro-pneumatisch met een zogenaamde kegellade. Het is geplaatst op het balkon achter in de kerk.